# Thomas FitzGerald (1513-1537)
Thomas Fitzgerald, X Conde de Kildare (1513 – 3 de febrero de 1537), también conocido como Silken Thomas, fue una figura principal en la Irlanda del siglo XVI.

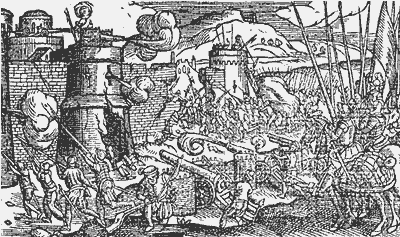
16.º-siglo woodcut de Silken el ataque de Thomas encima Castillo de Dublín

## Vida
Thomas Fitzgerald nació en Londres en 1513, hijo de Gerald FitzGerald, IX conde de Kildare y su primera mujer Elizabeth Zouche, prima lejana de Enrique VII.
En febrero de 1534, su padre fue convocado a Londres y nombró a Thomas, que contaba 21 años (por entonces Señor de Offaly) teniente gobernador de Irlanda en su ausencia. En junio de 1534 Thomas oyó rumores que su padre había sido ejecutado en la Torre de Londres y de que el gobierno inglés pretendía hacer lo mismo con él y sus tíos.

## Rebelión
Reunión el Consejo en la Abadía de St. Mary en Dublín, y el 11 de junio, acompañado por 140 gallowglasses con armadura y vistiendo flecos de seda en sus cascos (de ahí su apodo ), montó hasta la abadía y renunció públicamente su lealtad al rey inglés, también Señor de Irlanda.
El Canciller y arzobispo de Dublín, John Alen, intentó persuadirle para que no procediera de forma tan dura; pero Thomas abandonó la sala seguido por sus partidarios. El consejo envió orden de arresto inmediato al Alcalde de Dublín que, sin embargo, no disponía de fuerzas suficientes.
El Conde de Desmond y muchos de los mejores y más antiguos amigos de su padre trataron de razonar con él, pero no estaba dispuesto a dar marcha atrás. Como teniente, Kildare tenía bajo su control la mayoría de las fortalezas de la Empalizada y gran cantidad de almacenes gubernamentales.
Solamente el Castillo de Dublín se mantuvo fiel al Rey de Inglaterra. Thomas llamó a los señores de la Empalizada a asediar el castillo; quienes rechazaron para jurarle fidelidad fueron enviados como prisioneros al castillo de Maynooth Castillo. Incautó todos los bienes de los súbditos del rey y anunció su intención de exiliar o ejecutar a todos los nacidos en Inglaterra. Envió mensajeros a su primo y amigo Lord Butler, hijo del Conde de Ormond, ofreciéndole dividir el reino con él si se unía a su causa, pero Butler rechazó la oferta. Hijos de los ciudadanos de Dublín fueron tomados como rehenes para el buen comportamiento de la ciudad.
En julio, Thomas atacó el Castillo de Dublín, pero su ejército fue derrotado. Ordenó (o al menos permitió) la ejecución en Clontarf de John Alen, que había intentado mediar; esto le hizo perder el apoyo del clero. Según la tradición, los asesinos, John Teeling y Nicholas Wafer, entendieron mal la orden, dada en irlandés, de "sacar a este tipo afuera" como una orden de matar a Alen. A estas alturas, su padre había enfermado y muerto en Londres, y técnicamente le había sucedido como X conde, pero la Corona nunca confirmó su título. Se retiró a su fortaleza en Maynooth, pero en marzo de 1535 el castillo fue capturado por una fuerza inglesa mandada por Sir William Skeffington mediante soborno, mientras Thomas estaba ausente buscando refuerzos para aliviar el sitio. La guarnición fue ejecutada, en lo que vino a conocerse como el "Perdon de Maynooth". Thomas había asumido que su causa atraería un inmenso apoyo, en particular de los católicos opuestos a la Reforma iniciada por Enrique VIII. Pero la nueva política de Enrique también dejaba fuera de la ley el Luteranismo, por lo que Henry no fue excomulgado hasta 1538. 
En julio, Lord Leonard Grey llegó de Inglaterra como Lord Diputado de Irlanda; Fitzgerald, viendo su ejército hundirse y a sus aliados someterse uno tras otro, solicitó el perdón por sus ofensas. Era aún un adversario formidable, y Grey, deseando evitar un conflicto prolongado, garantizó su seguridad personal y le persuadió para entregarse incondicionalmente a la piedad del Rey. En octubre de 1535 fue enviado como prisionero a la Torre. A pesar de la garantía de Grey,  fue ejecutado con sus cinco tíos en Tyburn el 3 de febrero de 1537. 
La revuelta de Silken Thomas hizo que Enrique prestara más atención a los asuntos irlandeses, y fue un factor en la creación del Reino de Irlanda en 1542. En particular los poderes de los Lores diputados fueron limitados y se comenzaron a introducir las políticas de rendición y reconcesión, iniciando la fase conocida como la reconquista Tudor.